# ژان وربوون
ژان وربوون (فرانسوی: Jean Verboven‎) ژیمناست هنری اهل بلژیک بود. از افتخارات وی میتوان به کسب مدال نقره تیمی تمام اسباب مردان در بازی‌های المپیک تابستانی ۱۹۲۰ اشاره کرد.